# Fläckig smygsångare
Fläckig smygsångare (Locustella thoracica) är en asiatisk fågel i familjen gräsfåglar inom ordningen tättingar.

## Utseende och läte
Fläckig smygsångare är en rätt liten (12-14 cm), varmbrun smygsångare med relativt kort, rundad stjärt, långa vitspetsade bruna undre stjärttäckare och små fläckar på strupe och bröst. Den är vidare grå på örontäckare och bröst samt olivbrun på flankerna. Sången består av insektslika och mekaniska upprepade "trick-i-di".
Arten är mycket lik himalayasmygsångare (som tidigare behandlades som en underart, se nedan), men denna är bland annat blekare samt har mer vitt på den kortare stjärten och avvikande sång.

## Utbredning och systematik
Fläckig smygsångare häckar i asiatiska bergstrakter och behandlas antingen som monotypisk eller delas in i två underarter med följande utbredning:
- Locustella thoracica thoracica – förekommer i Himalaya, från Nepal till Assam, i sydöstra Tibet och sydvästra Kina
- Locustella thoracica przevalskii – förekommer i bergsområden från västra Kina till sydöstra Tibet och norra Myanmar

Tidigare inkluderade arten även arterna himalayasmygsångaren (L. kashmirensis) och bajkalsmygsångare (L. davidi), men dessa skiljer sig åt i läten, utseende och även genetiskt.

### Släktestillhörighet
Arten placerades tidigare i släktet Bradypterus men DNA-studier visar att de asiatiska medlemmarna av släktet står nära arterna i Locustella och förs därför numera dit.

### Familjetillhörighet
Gräsfåglarna behandlades tidigare som en del av den stora familjen sångare (Sylviidae). Genetiska studier har dock visat att sångarna inte är varandras närmaste släktingar. Istället är de en del av en klad som även omfattar timalior, lärkor, bulbyler, stjärtmesar och svalor. Idag delas därför Sylviidae upp i ett flertal familjer, däribland Locustellidae.

## Levnadssätt
Fläckig smygsångare häckar i snår och högväxta örter vid skogsöppningar och alpängar. Där håller den sig väl gömd, födosökande på eller nära marken. Information om dess föda är bristfällig annat än att den lever på insekter. Den häckar från maj till juli, till starten på regnsäsongen. Ett bo med ägg har dock hittats i Nepal så sent som 22 juli, men kan möjligen istället tillhöra närbesläktade himalayasmygsångaren. Arten är en kort- eller höjdledsflyttare som rör sig till lägre regioner efter häckningen. Den kan då ses i områden med vassbälten och högt gräs.

## Status och hot
Arten har ett stort utbredningsområde med stabil populationsutveckling och tros inte vara utsatt för något substantiellt hot. Utifrån dessa kriterier kategoriserar internationella naturvårdsunionen IUCN arten som livskraftig (LC).